# Karl Svensson
Karl Svensson (*Jönköping, Suecia, 21 de marzo de 1984), futbolista sueco. Juega de defensa y su primer equipo fue Jönköpings Södra IF.

## Selección nacional
Ha sido internacional con la Selección de fútbol de Suecia, ha jugado 3 partido internacional.

## Clubes
| Club                | País    | Año       |
| ------------------- | ------- | --------- |
| Jönköpings Södra IF | Suecia  | 2000-2002 |
| IFK Göteborg        | Suecia  | 2003-2006 |
| Rangers FC          | Escocia | 2007-2008 |
| SM Caen             | Francia | 2008-2009 |
| IFK Göteborg        | Suecia  | 2009-Act. |

- Datos: Q706191